# 2006年マドリード＝バラハス空港爆弾事件
2006年マドリード＝バラハス空港爆弾事件（スペイン語: Atentado de la T4 : アテンタード・デ・ラ・T4 - ターミナル4への攻撃）は、2006年12月30日にスペイン・マドリードにあるマドリード＝バラハス空港の駐車場で起こった自動車爆弾によるテロ事件。
マドリード＝バラハス空港のターミナル4駐車場で自動車爆弾が爆発し、2人が死亡し、52人が負傷した。2007年1月9日、バスク地方分離主義組織バスク祖国と自由 (ETA)が攻撃の責任を主張した。この攻撃はETAによって行われた攻撃の中でもっとも強力なもののひとつであり、空港ターミナルに損傷を与え、駐車場の構造全体を破壊した。この爆弾事件は武装組織による9か月の停戦の終結を意味し、組織との交渉のための計画を停止することがスペイン政府に促された。攻撃を行ったにもかかわらず、ETAは平和の下に停戦を継続中であると主張し、民間人の死者の発生を悔やんだ。しかし結局、ETAは2007年6月に停戦の終結を発表した。
チェロキーという別名を持つミゲル・ガリコイツ・アスピアス・ルビーナによって指令と計画立案が行われ、攻撃はエルラ部隊によって実行された。エルラ部隊のメンバーは2008年初頭に逮捕され、2010年5月に判決を受けた。2008年11月にはチェロキーが逮捕され、爆弾事件の公判を待っている。

## 背景
スペイン政府とバスク地方分離独立主義組織バスク祖国と自由(ETA)の衝突はバスク紛争と呼ばれており、1959年のETA創設から2000年代半ばまでに多くの死者を出す衝突だったが、ETAは2006年3月22日に休戦を発表した。この発表後、社会労働党(PSOE)のホセ・ルイス・ロドリゲス・サパテロ首相率いるスペイン政府はバスク紛争に終止符を打つために、ETAやETAに関連する政党であるバタスナなどとの会談を行い、バスク州政府与党であるバスク民族主義党(PNV)もこれらの交渉に参加した。国際機関や、バスク地方を含むスペインの大部分の政党はこの会談を歓迎したが、スペインの最大野党である国民党(PP)は、「テロとの戦い」の継続と、いかなる種類の交渉をも拒否することを政府に呼び掛けた。

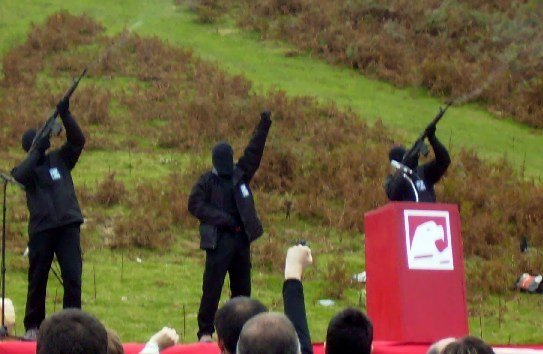
2006年のグダリ・エグナで一斉射撃をするETAのメンバー

2006年9月23日にギプスコア県アリチュレギで行われたグダリ・エグナの祝祭では、武装した3人のETAのメンバーが行事に参加し、ETAはバスク地方で「バスクの独立と社会主義が達成されるまで拳を上げ続ける」と述べた。さらにこの武装したメンバーたちは「戦いは過去の物ではなく、現在の、そして未来の物である」と主張した。この声明は、スペイン政府との交渉に圧力をかけることを意図しているとする見方があり、また、彼らがその目標を完全に達するまで武装解除を行わないという意思が明確であるとする見方もあった。この一方で、サパテロ首相はスペイン政府が交渉のためにETAの申し出を維持するだろうと述べた。この祝祭に出席したETAのメンバーのひとりが、バラハス空港への攻撃に関与したマティン・サラソーラだった。
2006年10月24日、少なくとも5人からなるETAの部隊が、フランス・ガール県ヴォヴェールの武器庫から回転式拳銃（リボルバー）約300丁、自動拳銃（ピストル）約50丁、弾薬を盗んだ。11月4日、バスク地方の日刊紙ガラは、スペイン政府に対して「和平プロセスが危機にある」と警告するETAの私的文書を公表した。爆弾事件後にABC紙は、攻撃前にETAは政府に圧力をかける手段として、サパテロ首相に2004年のマドリード列車爆破テロ事件を想起されていたと報じた。停戦中も、カレ・ボロカとして知られるバスク地方の街中での暴力行為は止まらなかった。
2004年からETAの全部隊の指揮を執るミゲル・ガリコイツ・アスピアス・ルビーナ、別名チェロキーは、スペイン政府とのいかなる交渉にも反対するETA内の急進派を率いていた。スペイン警察によると、街中での暴力活動であるカレ・ボロカに参加した後にETAに加入したメンバーによって構成される、この急進派が休戦を破る決定を下した可能性がある。
マドリードは、ETAによる攻撃の標的となることがもっとも多い都市である。バラハス空港爆弾事件以前には、過去20年間に市内で36個の自動車爆弾が爆発しており、少なくとも119人がETAの攻撃で死亡していた。1974年9月13日のカフェテリア・ロランド爆弾事件では13人が死亡し、1979年7月29日の3連続爆弾事件では7人が死亡し、1986年7月15日のドミニカ共和国広場爆弾事件では12人のグアルディア・シビル（治安警察）官が死亡し、1993年の自動車爆弾事件ではスペイン軍兵士が7人、1995年の自動車爆弾事件ではスペイン軍兵士が6人死亡している。
1979年7月29日の3連続爆弾事件では、マドリード＝バラハス空港でもETAの攻撃が行われ、3人の民間人が死亡した。2002年8月27日にはターミナル2駐車場2階で自動車爆弾が爆発したが、事前にETAから予告電話があったため、駐車場の構造が被害を受けただけだった。

## 計画
2006年夏にナバーラ州のバスタン谷で行われた2度の会合で、部隊を率いるチェロキーはETAのメンバーであるマティン・サラソーラ、イゴール・ポルトゥ、ミケル・サン・セバスティアンに、爆弾事件を実行するように命じた。この3人のメンバーはナバーラ州のレサカに生まれ、2002年に形成されたエルラ部隊（雪部隊、かつてはゴイスティアラクとして知られた）の一員だった。2006年まで、エルラ部隊は唯一の任務として、スペイン＝フランス国境を超えるETAのメンバーのサポートと爆発物の輸送を担当していた。2006年2月14日にナバーラ州ウルダスビ/ウルダックスで行われたディスコに対する自動車爆弾攻撃、2005年12月21日のサンテステバンのディスコに対する別の攻撃にも、エルラ部隊が関与していた。この部隊のリーダーはバスルデという通称を持つホセバ・アラニバルである。また、ホセバ・イトゥビデは部隊の一員ではあったが会合には参加しなかった。最初の会合で、チェロキーは攻撃の実行方法の指示を与え、治安部隊に捕らえられることなく空港に辿りつくために取るべき経路を部隊のメンバーに伝えた。会合後、サラソーラはホセバ・イトゥルビデや未特定のメンバーとともに9月23日の行事に参加した。
10月、サラソーラ、ポルトゥ、サン・セバスティアンはバラハス空港への経路を2度リハーサルした。最初のリハーサルではサン・セバスティアンの私有車を使い、10月21日の2度目のリハーサルでは、ギプスコア県イルンでレンタルしたフォルクスワーゲン・ポロを用いた。部隊のメンバーはナバーラ州を出発し、ポロをマドリード＝バラハス空港のターミナル4駐車場に止めることに成功した。これらのリハーサル後、彼らは再びチェロキーに会い、攻撃日時や当日の服装を含めた攻撃の最終指示を与えられた。チェロキーはサラソーラにウィッグ、キャップ、鼻を覆うフェイスマスクの着用を求めた。サラソーラはスーツケースと松葉杖を用意し、片足が不自由な人物を装った。チェロキーはサラソーラに携帯電話を購入するよう求め、爆弾事件の予告を行うのがポルトゥであること、彼らが電話すべき場所についても指示した。スペイン赤十字(DYA)本社、ビルバオにあるバスク・ロードサービス協会、マドリードの消防署、緊急電話番号112である。チェロキーの指示を注意深く聞いていなかったポルトゥは、結局バスク州の緊急電話番号にも電話をかけている。
12月27日、ポルトゥ、サラソーラ、サン・セバスティアンの3人はフランスのリュス・アルディダンスキー場で民間人のルノー・トラフィックを盗み、ピレネー山中にある小屋で車の所有者を3日間監禁した。また車の所有者に対して、携帯電話で母親にすべて問題ないとのメッセージを送ることを強要した。なお、彼はバラハス空港への攻撃40分後に解放されている。部隊のリーダーであるホセバ・アラニバルは爆発物を積んだトラフィックを走らせ、一方でサラソーラとサン・セバスティアンは小屋で一夜を過ごした。
12月29日朝、アラニバルはトラフィックをサラソーラとサン・セバスティアンに与えた。計画した経路通り、サラソーラが車を運転し、サン・セバスティアンが車の前をバイクで走った。一方、ポルトゥは空港から50kmの位置にある地点に別の車で到着した。ポルトゥはサラソーラと合流し、サラソーラの変装のために必要な装備を与えた。29日午後6時51分、サラソーラはトラフィックをターミナル4駐車場のD区画に駐車し、翌日朝に爆発するよう爆弾を駆動させた。その後タクシーで近隣のサン・セバスティアン・デ・ロス・レイエス（サンセ）に向かい、変装を解いた。そこからは別のタクシーを拾って、サン・セバスティアンのバイクを走らせたポルトゥと合流した。彼らはギプスコア県サン・セバスティアンで落ち合い、レサカに戻った。翌日12月30日の朝、ポルトゥは再びサン・セバスティアンに向かい、そこから各地に予告電話をかけた。

## 爆弾事件の詳細

### 爆発

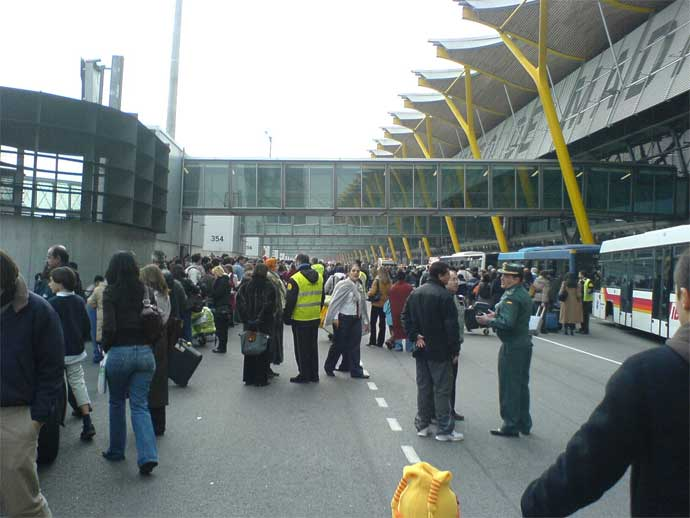
爆発後にターミナル外に避難する人々

12月30日の午前7時53分、イゴル・ポルトゥは携帯電話を使用し、午前9時に「強力な自動車爆弾」が爆発するだろうとスペイン赤十字(DYA)本社に警告を行った。その3分後にはマドリードの消防署に電話し、その後7時59分まではサン・セバスティアンにある日刊紙ガラに電話した。最後には電話ボックスからサン・セバスティアンのSOS/DEIAK緊急番号に電話した。警察は直ちに駐車場を封鎖し、数百人の人々がジェットウェイでターミナルから避難し、外部の空港ランプに集まった。
12月30日午前8時59分、ルノー・トラフィックに積まれた爆弾が起動し、空港に新設されていたターミナル4駐車場のD区画の大部分を破壊し、上空には巨大な煙が舞い上がった。アントニオ・ラメラとリチャード・ロジャーズによって設計されたターミナルは、事件のわずか数か月前の2006年2月5日に完成したばかりだった。
報告書によると、バンには500kgから800kgの種類不明の爆発物、おそらく硝酸アンモニウムとRDXの混合物が積まれており、ETAによって使用された爆発装置としては史上3番目に強力な爆発物だった。爆発によって駐車場の5階全体が解体され、約40トンの残骸を生み出した。スペイン当局は爆発によって生じた瓦礫の山を、グラウンド・ゼロ（ワールドトレードセンタービル跡地）と比較した。さらに、爆弾はターミナル4駐車場に駐車されていた少なくとも1,300台の車に損害を与え、ターミナルビル自体にも影響を与えた。
この爆発で、エクアドル国籍の2人の民間人が死亡し、52人が負傷した。当初は南米出身の2人が行方不明と報じられ、アルフレード・ペレス・ルバルカバ内務大臣は2007年1月1日にふたりの生存が絶望的との見解を示した。死亡したふたりは駐車場に止めた自分の車の中で仮眠中だったとされており、救助隊が埋まったふたりの遺体に達するまでに5日間を要した。
割れたガラスの破片で負傷したり衝撃波で耳に損傷を負った乗客の手当てを行うために、サムールの救急サービスはターミナル4内に即席救護所を立ち上げた。マドリードの各病院は爆風で軽傷を負った11人の患者を受け入れたが、その日のうちに帰宅できなかったのは3人だけだった。この爆弾事件では、ETAによる攻撃で2003年以来となる死者が出た。

### 死者
死亡したカルロス・アロンソ・パラーテは35歳であり、出生地はエクアドル・トゥングラワ県アンバトである。アロンソは2002年にスペインに到着し、バレンシアのプラスティック工場で働いていた。スペインで大晦日を過ごすためにやってきた友人の妻を迎えに、バレンシアからマドリードにやって来ていた。2007年1月6日、アロンソはピカイウアの小さな町に埋葬された。
ディエゴ・アルマンド・エスタシオは19歳であり、出生地はエクアドル・エル・オロ県マチャーラである。2001年にマドリードに到着し、製造業労働者として働いていた。ガールフレンドの親類を迎えに空港に来ていた。2007年1月8日、故郷のマチャーラに埋葬された。

## 余波

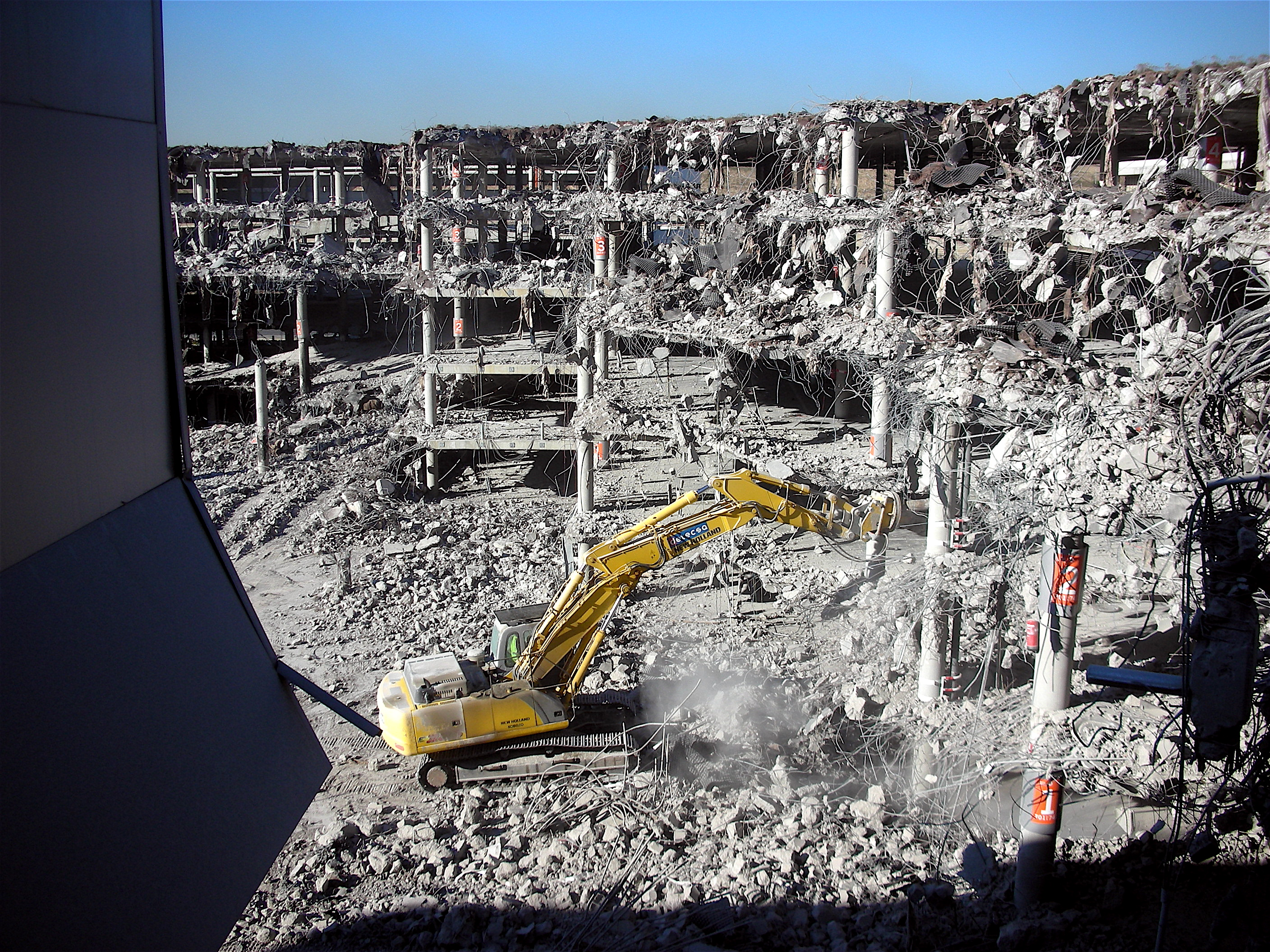
瓦礫除去作業中のショベルカー

爆風の後、AENAは直ちにターミナル4を封鎖し、数百の便が離陸を延期した。他の3つのターミナルからの便は影響を受けなかった。午後2時、ターミナル4からいくつかの便が離陸を開始したが、AENAはターミナル4に向かう乗客に公共交通機関のみを使用するよう求めた。この数時間後、通常通りの運航に戻り、午後7時までには、時刻表にある575便のうち388便がターミナル4から出航した。
その後の数週間、消防と救急サービスが事件現場から瓦礫の除去作業を行い、1月21日までに約25トンの瓦礫が取り除かれた。膨大な量の瓦礫によって、エクアドル人ふたりの遺体の救出は困難を極めた。1月4日にはカルロス・アロンソ・パラーテの遺体が車の中から見つかり、翌日の5日にエクアドルに送還された。1月5日にはディエゴ・アルマンド・エスタシオの遺体が見つかり、1月7日に母国に送還された。ふたりの遺体はスペイン政府によって手配されてトレホン空軍基地から飛び立ち、彼らの子孫にはスペイン国籍が与えられた。
爆弾事件後の数日中には、いくつかの当局が事件現場を訪れた。1月3日、国民党党首のマリアーノ・ラホイ、マドリード州首相のエスペランサ・アギーレ、マドリード市長のアルベルト・ルイス＝ガリャルドンが爆発地点を訪れ、4日にはスペイン政府のサパテロ首相が現場を訪れた。

### 反応
アルフレード・ペレス・ルバルカバ内務大臣は攻撃を非難し、「暴力はいかなる民主主義における対話とも相容れないものだ」と述べた。サパテロ首相は和平プロセスの終了こそ発表しなかったが、和平に向けてETAと行っていたあらゆる対話を「延期」するよう政府に命じ、ETAが行ったことを「無益だし、馬鹿げている」と非難した。
サパテロ首相が2006年内最後のメッセージを述べたのは爆発のわずか数時間前であり、「来年（2007年）、我々はいまよりも良くなるだろう」と主張していた。国民党のラホイ党首はETAと再び交渉しないよう政府に要請し、もし政府がETAの排除に集中するならば、国民党は政府を支援すると述べた。スペインの他政党やバスク州政府も攻撃を非難し、バスク州政府は和平プロセスを継続する意思を表明した。ETAと関わりがあるバタスナの代表者であるアルナルド・オテギは攻撃を非難することを拒否した。和平プロセスに問題が生じたことを否定し、攻撃が「ひとつの出来事にすぎない」とした。政府を「いかなるステップにも至らない」と非難し、ハンガーストライキ中のETAの囚人、イニャキ・デ・フアナ・チャオスの状況に言及した。しかし、ルバルカバ大臣は和平プロセスが完全に破られたと発表した。
攻撃の翌日、テロリズム被害者協会のメンバー数百人がマドリードにある社会労働党本部の外側で抗議を行い、サパテロ首相の辞任を要求するスローガンを叫んだ。その前に被害者協会のフランシスコ・ホセ・アルカラス会長は、もしバスクの地・共産党がETAによる攻撃を非難しないならば、すべての地域機関からバスクの地・共産党を追放することを政府に要請した。アルカラス会長は「テロリストと彼らの計画がすべて破壊されるまで、市民の反乱は止められない」述べた。テロリズム被害者協会は1月14日にもマドリードで大規模なデモを開催した。
2007年1月9日、ETAはギプスコア県に拠点を置くガラ紙に送った声明文の中で、攻撃の責任と、（このような爆弾事件を起こしたにもかかわらず）2006年3月の停戦宣言がまだ継続中であることを主張した。さらにETAは、爆弾事件によって起こった「巻き添え被害」に対する団結を強調し、「この武力行動の目的は、犠牲者を出すことではなかった」と述べ、空港からの完全な避難がなされなかったことを非難した。ETAはまた、民主的プロセスに障害を設けているとして政府を非難した。1月6日、サン・セバスティアンでは民主的解決を支持するデモが行われた。最終的にETAは、2007年6月5日の声明文で休戦の終了を発表し、攻撃を再開した。

## 追悼

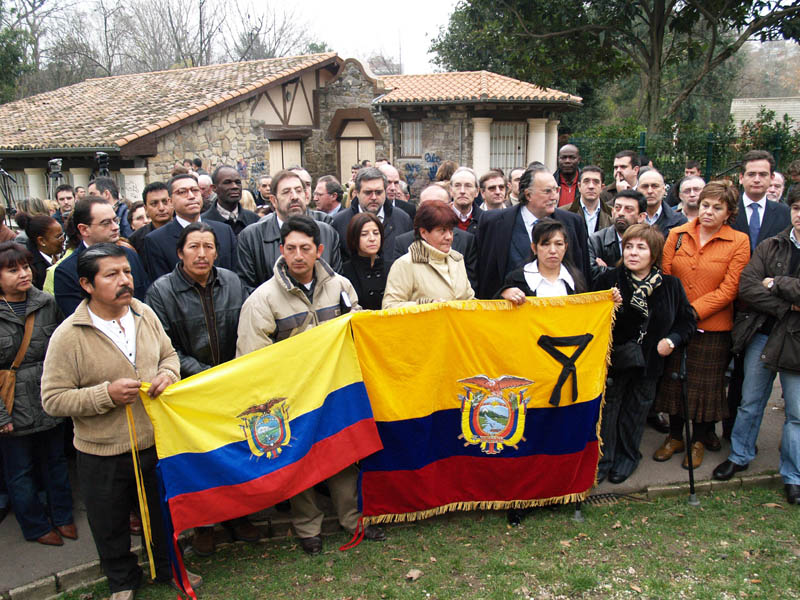
ビルバオで行われた追悼行事

攻撃が行われた2006年12月30日の午後、スペイン中の市庁舎で黙祷が捧げられた。2007年1月14日、バスク州首相のパチ・ロペスを含むバスク州の政治家がビスカヤ県ビルバオに集まり、またバスク地方に住むエクアドル人も出席し、死者に敬意を表した。1月29日、マドリードのハウス・オブ・アメリカに数百人の人々が集まり、エクアドルのマリア・フェルナンダ・エスピノサ外務大臣、スペインのトリニダ・ヒメネスイベロアメリカ長官などが出席した追悼式典が行われた。ターミナル4駐車場の再竣工記念式典で、当局は被害者の車が駐車されていた正確な区画で亡くなった2人の胸像を披露した。

## 修復工事
爆弾が積まれたバンは駐車場の2階に置かれており、爆風で建物の90%が破壊された。1月21日には駐車場の修復工事が開始された。損傷はターミナルの内部にも及んだが、ターミナルビルに関しては1月末までには修復された。6か月間の工事で駐車場は再建され、2007年9月20日にマグダレーナ・アルバレス公共労働大臣や多くの実業家が再竣工記念式典に出席した。駐車場の再建には総額2,450万ユーロがかかり、さらに攻撃時に停車していた2,100台の車に生じた損害の補償のために1,500万ユーロがかかった。さらにターミナルビルの修復にもいくらかの費用がかかった。

## 逮捕と公判
爆弾事件に関与したすべての容疑者は2008年のうちに逮捕された。1月7日、グアルディア・シビル（治安警察）によって、ギプスコア県アラサーテ/モンドラゴンでイゴル・ポルトゥとマティン・サラソーラが逮捕された。逮捕時、彼らふたりは回転式拳銃を輸送していた。
彼らは警察車両に乗せられ、護衛の警官に殴られたとされる。また、後ろ手に手錠をかけられながら、彼らは引き離されてある場所（場所不明）に連れて行かれ、そこで殴られたり蹴られたりし、さらには死の脅迫を受けた。サラソーラは手錠をかけられたまま丘の斜面に放り投げられ、その後には頭部に銃を突きつけられた。しかし、内務省はこれらの拷問があったとする主張を否定し、「彼らは逮捕時に逃走を試みたために負傷した」とした。翌日、ルバルカバ内務大臣はポルトゥとサラソーラが空港爆弾事件の加害者だったと発表した。2月16日、フランス領バスクのピレネー＝アトランティック県サン＝ジャン＝ド＝リュズでホセバ・イトゥルビデとミケル・サン・セバスティアンが逮捕され、同時に同じくETAのメンバーであるホセ・アントニオ・マルティネル・ムールとアスンシオン・ベンゴエチェアも逮捕されている 。最終的に11月17日、最重要指名手配人だったチェロキーがフランス領バスクのオート＝ピレネー県にあるスキーリゾート地、コテレで逮捕された。
2010年5月3日、ポルトゥ、サラソーラ、サン・セバスティアンの3人は、攻撃時の役割の責任を問われてマドリードのスペイン国立高等裁判所に現れた。彼らはそろって法廷での発言を拒否した。サラソーラは「ファシスト法廷」を認知しないと述べ、「それに参加するつもりはない」と述べた。
スペインの法律ではテロ行為に対する懲役の最大値は40年とされているが、5月21日、彼らは2件の殺人と48件の殺人未遂（最後文では48人の負傷者がいたと述べられた）の罪により、それぞれが懲役1,040年を宣告された。

### 拷問に関する公判
2010年10月25日、サン・セバスティアンで15人の治安警察官が、ポルトゥとサラソーラが被った拷問に関する公判を受けた。12月30日、彼らのうち4人が有罪となり、うち2人は懲役4年、残りの2人は懲役2年となった。残りの11人の警察官は無罪となった。治安警察官がETAのメンバーに対する拷問で懲役を宣告されたのは、2001年以来のことだった。